# Inanidrilus mexicanus
Inanidrilus mexicanus är en ringmaskart som beskrevs av Erséus och Baker 1982. Inanidrilus mexicanus ingår i släktet Inanidrilus och familjen glattmaskar. Inga underarter finns listade i Catalogue of Life.